# 유소백
유소백(劉少柏, ? ~ 8년)은 전한 말기의 제후로, 동평사왕의 손자이자 율향경후 유호의 아들이다.

## 행적
원시 원년(1년), 중향후(重鄕侯)에 봉해졌다.
중향후 소백 8년(8년), 죽었다.

## 출전
- 반고, 《한서》 권15하 왕자후표 下

| 선대 (첫 봉건) | 전한의 중향후 1년 2월 병진일 ~ 8년 | 후대 (전한 멸망) |